# ایزابلای پرتغال، ملکه کاستیا
ایزابلای پرتغال، ملکه کاستیا (انگلیسی: Isabella of Portugal, Queen of Castile) همسر خوآن دوم، پادشاه کاستیا و لئون بود.